# 凯西尼
凯西尼（法語：Quessigny，法語發音：[kɛsiɲi]）是法国厄尔省的一个旧市镇，属于埃夫勒区。2016年，凯西尼与市镇加朗西耶尔合并为新市镇拉巴罗尼。

## 地理
凯西尼（48°55'51"N, 1°16'13"E）面积4.35 平方千米，位于法国诺曼底大区厄尔省，该省份为法国北部内陆省份，北起滨海塞纳省，西接奧恩省和卡爾瓦多斯省，南至厄尔-卢瓦省，东临瓦兹省、瓦兹河谷省和伊夫林省。
与凯西尼接壤的市镇（或旧市镇、城区）包括：拉福雷迪帕尔克、弗雷内、圣安德烈德勒尔。

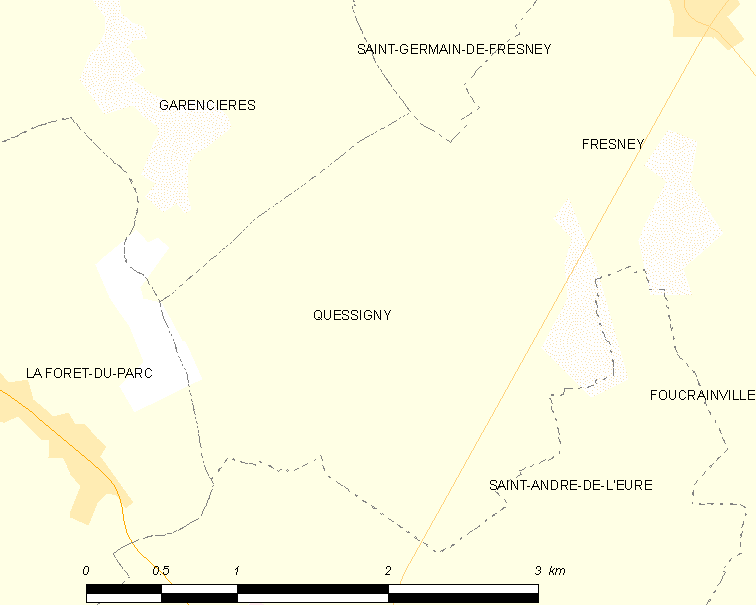
凯西尼的OSM定位图

凯西尼的时区为UTC+01:00、UTC+02:00（夏令时）。

## 行政
凯西尼的邮政编码为27220，INSEE市镇编码为27484。

## 政治
凯西尼所属的省级选区为圣安德烈德勒尔县。

## 人口

1962-2008年间凯西尼人口变化图示

凯西尼于2018年1月1日时的人口数量为138人。